# Oracle Challenger Series – Newport Beach
Oracle Challenger Series – Newport Beach – męski turniej tenisowy rangi ATP Challenger Tour i kobiecy kategorii WTA 125K Series. Rozgrywany na kortach twardych w amerykańskim Newport Beach od 2018 roku.

## Mecze finałowe

### gra pojedyncza mężczyzn
| Rok  | Zwycięzca            | Finalista          | Wynik         |
| 2020 | Thai-Son Kwiatkowski | Daniel Elahi Galán | 6:4, 6:1      |
| 2019 | Taylor Fritz         | Brayden Schnur     | 7:6(7), 6:4   |
| 2018 | Taylor Fritz         | Bradley Klahn      | 3:6, 7:5, 6:0 |

### gra podwójna mężczyzn
| Rok  | Zwycięzcy                         | Finaliści                               | Wynik       |
| 2020 | Ariel Behar Gonzalo Escobar       | Antonio Šančić Tristan-Samuel Weissborn | 6:2, 6:4    |
| 2019 | Robert Galloway Nathaniel Lammons | Romain Arneodo Andrej Wasileuski        | 7:5, 7:6(1) |
| 2018 | James Cerretani Leander Paes      | Treat Huey Denis Kudla                  | 6:4, 7:5    |

### gra pojedyncza kobiet
| Rok  | Zwyciężczyni     | Finalistka      | Wynik         |
| 2020 | Madison Brengle  | Stefanie Vögele | 6:1, 3:6, 6:2 |
| 2019 | Bianca Andreescu | Jessica Pegula  | 0:6, 6:4, 6:2 |
| 2018 | Danielle Collins | Sofja Żuk       | 2:6, 6:4, 6:3 |

### gra podwójna kobiet
| Rok  | Zwyciężczynie               | Finalistki                       | Wynik             |
| 2020 | Hayley Carter Luisa Stefani | Marie Benoît Jessika Ponchet     | 6:1, 6:3          |
| 2019 | Hayley Carter Ena Shibahara | Taylor Townsend Yanina Wickmayer | 6:3, 7:6(1)       |
| 2018 | Misaki Doi Jil Teichmann    | Jamie Loeb Rebecca Peterson      | 7:6(4), 1:6, 10–8 |